# Когамський сільський округ
Кога́мський сільський округ (каз. Қоғам ауылдық округі, рос. Когамский сельский округ) — адміністративна одиниця у складі Отирарського району Туркестанської області Казахстану. Адміністративний центр — село Когам.
Населення — 4122 особи (2021; 3029 у 2009, 3221 у 1999, 2626 у 1989).
Станом на 1989 рік села Кизилту, Когам, Талапти перебували у складі Талаптинської сільської ради.

## Склад
До складу округу входять такі населені пункти:
| Населений пункт | Колишні назви | Населення, осіб (1989) | Населення, осіб (1999) | Населення, осіб (2009) | Населення, осіб (2021) |
| --------------- | ------------- | ---------------------- | ---------------------- | ---------------------- | ---------------------- |
| Когам, село     | -             | 1315                   | 1647                   | 1258                   | 1724                   |
| Миншункир, село | Кизилту       | 423                    | 489                    | 558                    | 1188                   |
| Талапти, село   | -             | 888                    | 1085                   | 1213                   | 1210                   |